# 畢曉普斯島

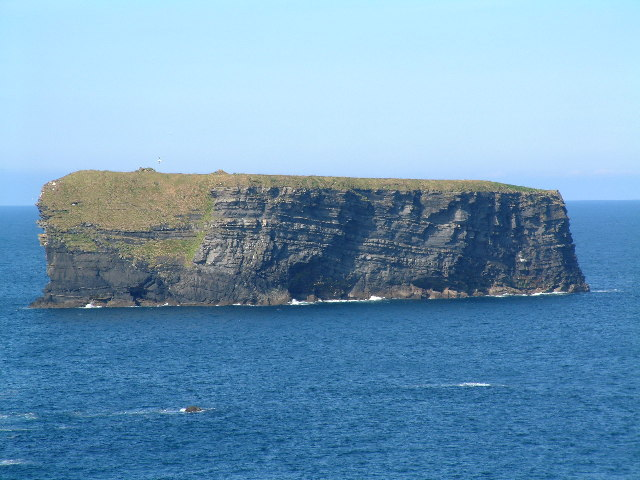

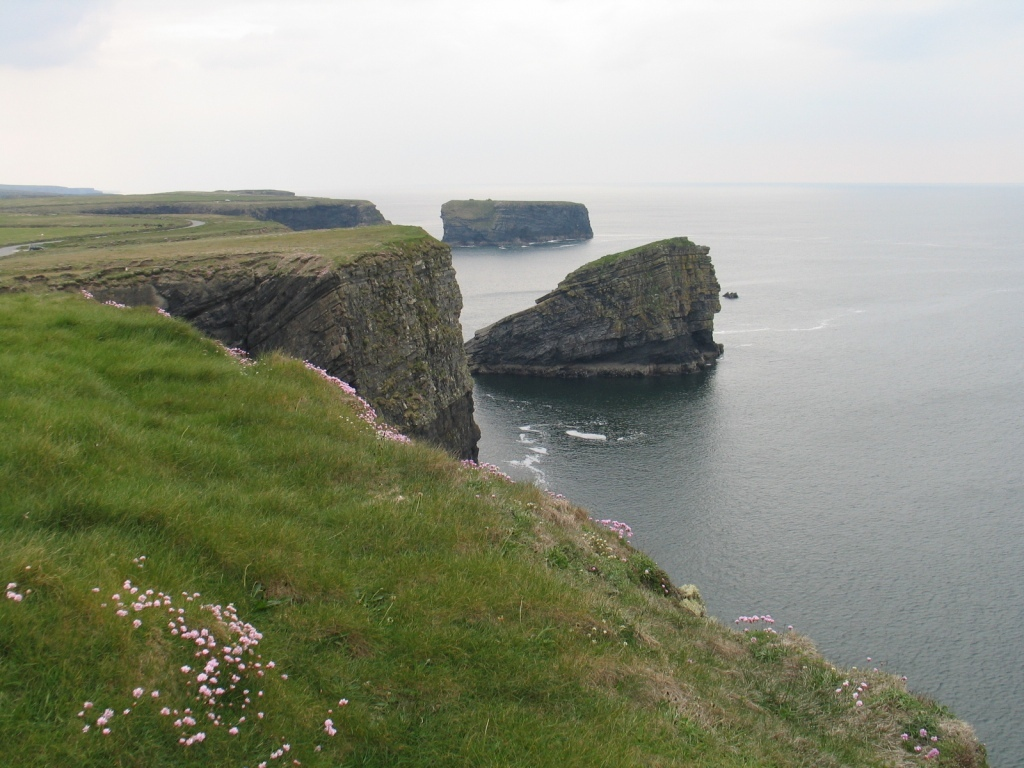

畢曉普斯島是愛爾蘭的島嶼，位於克萊爾郡西面對開的大西洋海域，長0.24公里、寬0.11公里，面積0.02平方公里，最高點海拔高度65米，島上有兩根石柱。